# سپرماهی خال‌چشمی
سپرماهی خال‌چشمی (نام علمی: Pleuronichthys ocellatus) نام یک گونه از زیرخانواده راست‌رویان است.